# Гірсівська сільська рада
| Гірсівська сільська рада — колишній орган місцевого самоврядування у Приазовському районі Запорізької області з адміністративним центром у с. Гірсівка. Історична дата утворення: в 1943 році. Водоймища на території, підпорядкованій даній раді: Молочний лиман. Сільській раді були підпорядковані населені пункти: - с. Гірсівка |

## Склад ради
Рада складалася з 16 депутатів та голови.

### Керівний склад ради
| ПІБ                     | Основні відомості                                                                  | Дата обрання | Дата звільнення |
| ----------------------- | ---------------------------------------------------------------------------------- | ------------ | --------------- |
| Попова Наталія Іванівна | Сільський голова, 1963 року народження, освіта, член Соціалістичної партії України | 26.03.2006   | 31.10.2010      |

Примітка: таблиця складена за даними джерела